# Courgivaux
Courgivaux je francouzská obec v departementu Marne v regionu Grand Est. Žije zde 277 obyvatel.

## Poloha obce
Obec leží na jihozápadě departementu Marne u jeho hranic s departementem Seine-et-Marne, tedy i u hranic regionu Grand Est s regionem Île-de-France.

### Sousední obce
| Růžice kompasu | Saint-Martin-du-Boschet (Seine-et-Marne) | Neuvy      |          | Růžice kompasu |
| Růžice kompasu | Montceaux-lès-Provins (Seine-et-Marne)   | Sever      | Esternay | Růžice kompasu |
| Růžice kompasu | Montceaux-lès-Provins (Seine-et-Marne)   | Courgivaux | Esternay | Růžice kompasu |
| Růžice kompasu | Montceaux-lès-Provins (Seine-et-Marne)   | Jih        | Esternay | Růžice kompasu |
| Růžice kompasu |                                          | Saint-Bon  | Escardes | Růžice kompasu |